# الطوائف الدينية غير الإسلامية المعترف بها في مصر
الطوائف الدينية غير الإسلامية المعترف بها في مصر هي الطوائف التي تنتمي إلى الديانتين المسيحية واليهودية فقط؛ لأن الشريعة الإسلامية (وهي الشريعة العامة في مصر) لا تعترف إلا بالأديان السماوية؛ وهي: الإسلام، والمسيحية، واليهودية. وبناءً على ذلك، لا يجوز أن يعترف القانون المصري بأية طائفة دينية، ويُسمَح لأتباعها بإقامة شعائرها وطقوسها، إلا إذا كانت من الطوائف المسيحية أو اليهودية التي تعترف بها الحكومة المصرية بصورة رسمية.
وبالإضافة إلى شرط انتماء الطوائف إلى الأديان السماوية، فإنه يُشترَط في الطوائف الدينية؛ لكي يتم الاعتراف بها في مصر، أن تكون لها جهات قضائية ملية منظمة قبل صدور القانون رقم 462 لسنة 1955؛ أي قبل 31 ديسمبر 1955.

## الطوائف المسيحية

### الطوائف الأرثوذكسية
1. الطائفة القبطية الأرثوذكسية (أكبر الطوائف المسيحية في مصر من حيث العدد).[3]
2. الطائفة الأرمنية الأرثوذكسية.[3]
3. الطائفة السريانية الأرثوذكسية.[3]
4. الطائفة الرومية الأرثوذكسية.[3]

### الطوائف الكاثوليكية
1. القبط الكاثوليك.[4]
2. الروم الكاثوليك.[4]
3. الموارنة.[4]
4. اللاتين.[4]
5. الأرمن.[4]
6. السريان.[4]
7. الكلدان.[4]

### الطوائف الإنجيلية (البروتستانتية)
تعترف مصر بمجلس ملي واحد للطوائف البروتستانتية هو «مجلس طائفة الإنجيليين الوطنيين».

## الطوائف اليهودية
يعترف القانون المصري بالمذهبين الذين انقسم اليهود حولهما؛ وهما: مذهب الربانيين، ومذهب القرائين.